# The Secret of Black Mountain
The Secret of Black Mountain er en amerikansk stumfilm fra 1917 af Otto Hoffman.

## Medvirkende
- Vola Vale som Miriam Vale
- Philo McCullough som Blake Stanley
- Charles Dudley som Ed Stanley
- Frank Austin som George Cooper
- Henry Crawford som Barton